# Pohřebiště anglických panovníků

Znak králů Anglie (1198-1340)

Osobní erb Anny Přemyslovny

Velký státní znak Spojeného království Velké Británie a Severního Irska

Tento seznam pohřebišť zahrnuje panovníků Anglie a Spojeného království. 
Anglie je královstvím od 9. století. Seznam začíná dynastií Normanů v roce 1066. Westminsterské opatství dlouho sloužilo jako rodové pohřebiště anglické monarchie, přičemž dříve byli někteří panovníci ukládáni také v jiných částech Anglie, jakož i ve francouzských državách Anjou a Normandii. Od 18. století jako stálé pohřebiště anglických králů slouží kaple sv. Jiří na zámku Windsor. Nepanující monarchové – s výjimkou Eduarda VIII. – na královském hřbitově Frogmore.
| Jméno                                  | Doba života  | Místo pohřbení                                                                            |
| -------------------------------------- | ------------ | ----------------------------------------------------------------------------------------- |
| král Vilém I. Dobyvatel                | 1028–1087    | Opatský kostel St. Etienne v Caen, Calvados, Basse-Normandie                              |
| Matylda Flanderská                     | 1031–1083    | Opatský kostel La Trinité v Caen, Calvados, Basse-Normandie                               |
| král Vilém II.                         | 1060–1100    | Winchesterská katedrála                                                                   |
| král Jindřich I.                       | 1068–1135    | Opatství Reading                                                                          |
| Matylda Skotská                        | 1069–1118    | Westminsterské opatství v Londýně                                                         |
| Adeliza Brabantská a Lovaňská          | 1104–1151    | v ambitu benediktinského kláštera Affligem, Belgie                                        |
| král Štěpán                            | 1096–1154    | Opatství Faversham                                                                        |
| Matylda z Boulogne                     | 1103–1152    | klášter Faversham                                                                         |
| Matylda Anglická                       | 1102–1167    | Původně v opatském kostele Bec, poté v katedrála v Rouen, Seine-Maritime, Haute-Normandie |
| vévoda Geoffrey V. z Anjou             | 1113–1151    | Katedrála v Le Mans, Sarthe, Pays de la Loire                                             |
| král Jindřich II.                      | 1133–1189    | klášter Fontevrault, Maine-et-Loire, Pays de la Loire                                     |
| Eleonora Akvitánská                    | 1122–1204    | klášter Fontevrault, Maine-et-Loire, Pays de la Loire                                     |
| král Richard I. Lví srdce              | 1157–1199    | klášter Fontevrault, Maine-et-Loire, Pays de la Loire                                     |
| Berengarie Navarrská                   | 1163–1230    | Katedrála v Le Mans, Sarthe, Pays de la Loire                                             |
| král Jan I. Bezzemek                   | 1167–1216    | Katedrála v Worcester                                                                     |
| Isabela z Gloucesteru                  | 1176–1217    | Canterburská katedrála                                                                    |
| Isabela z Angoulême                    | 1188–1246    | klášter Fontevrault, Maine-et-Loire, Pays de la Loire                                     |
| král Jindřich III.                     | 1207–1272    | Confessor's Chapel ve Westminsterském opatství v Londýně                                  |
| Eleonora Provensálská                  | 1217–1291    | Convent Church v opatství Amesbury                                                        |
| král Eduard I.                         | 1239–1307    | Confessor’s Chapel ve Westminsterském opatství v Londýně                                  |
| Eleonora Kastilská                     | 1241–1290    | Confessor’s Chapel ve Westminsterském opatství v Londýně                                  |
| Markéta Francouzská                    | 1282–1317    | Kostel Greyfriars v Londýně v Londýně                                                     |
| král Eduard II.                        | 1284–1327    | Katedrála v Gloucester                                                                    |
| Markéta I. Skotská                     | 1283–1290    | v chóru Christ's Kirk v bergenské katedrále, Norsko                                       |
| Izabela Francouzská                    | 1292(5)–1358 | Christ Church Greyfriars v Londýně                                                        |
| král Eduard III.                       | 1312–1377    | Confessor’s Chapel ve Westminsterském opatství v Londýně                                  |
| Filipa Henegavská                      | 1311–1369    | Confessor’s Chapel ve Westminsterském opatství v Londýně                                  |
| král Richard II.                       | 1367–1400    | Confessor’s Chapel ve Westminsterském opatství v Londýně                                  |
| Anna Česká                             | 1366–1394    | Confessor’s Chapel ve Westminsterském opatství v Londýně                                  |
| Isabela z Valois                       | 1389–1409    | Původně v St-Saumer v Blois, poté v klášteře celestýnů v Paříži                           |
| král Heinich IV.                       | 1366–1413    | Trinity Chapel v Canterburská katedrála                                                   |
| Marie de Bohun                         | 1369–1394    | Trinity Hospital v Leicesteru                                                             |
| Jana Navarrská                         | 1370–1437    | Canterburská katedrála                                                                    |
| král Jindřich V.                       | 1387–1422    | Confessor’s Chapel ve Westminsterském opatství v Londýně                                  |
| Kateřina z Valois                      | 1401–1437    | Confessor’s Chapel ve Westminsterském opatství v Londýně                                  |
| král Jindřich VI.                      | 1421–1471    | Kaple sv. Jiří na zámku Windsor                                                           |
| Markéta z Anjou                        | 1429–1482    | Katedrála sv. Mořice v Angers, Maine-et-Loire, Pays de la Loire                           |
| král Eduard IV.                        | 1442–1483    | Kaple sv. Jiří na zámku Windsor                                                           |
| Alžběta Woodvillová                    | 1437–1492    | Katedrála sv. Mořice v Angers, Maine-et-Loire, Pays de la Loire                           |
| král Eduard V.                         | 1470–1483    | Kaple Jindřicha VII. ve Westminsterském opatství v Londýně                                |
| král Richard III.                      | 1452–1485    | františkánský klášter v Leicesteru                                                        |
| Anna Nevillová                         | 1456–1485    | Confessor’s Chapel ve Westminsterském opatství v Londýně                                  |
| král Jindřich VII.                     | 1457–1509    | Kaple Jindřicha VII. ve Westminsterském opatství v Londýně                                |
| Alžběta z Yorku                        | 1466–1503    | Kaple Jindřicha VII. ve Westminsterském opatství v Londýně                                |
| král Jindřich VIII.                    | 1491–1547    | Kaple sv. Jiří na zámku Windsor                                                           |
| Kateřina Aragonská                     | 1485–1536    | Katedrála v Petrborough                                                                   |
| Anna Boleynová                         | 1501–1536    | St. Peter ad Vincula v Tower of London                                                    |
| Jana Seymourová                        | 1505–1537    | Kaple sv. Jiří na zámku Windsor                                                           |
| Anna Klevská                           | 1515–1557    | Nika vedel Sanctuaria ve Westminsterském opatství v Londýně                               |
| Kateřina Howardová                     | 1520–1542    | St. Peter ad Vincula v Tower of London                                                    |
| Kateřina Parrová                       | 1512–1548    | Sudeley Castle                                                                            |
| král Eduard VI.                        | 1537–1553    | Kaple Jindřicha VII. ve Westminsterském opatství v Londýně                                |
| královna Jana (Greyová)                | 1537–1554    | St. Peter ad Vincula v Tower of London                                                    |
| Lord Guilford Dudley                   | 1536–1554    | St. Peter ad Vincula v Tower of London                                                    |
| královna Marie I.                      | 1516–1558    | Kaple Jindřicha VII. ve Westminsterském opatství v Londýně                                |
| král Filip II. Španělský (spolukrál)   | 1527–1598    | Pantheon králů v klášteře svatého Vavřince v Escorialu                                    |
| královna Alžběta I.                    | 1533–1603    | Kaple Jindřicha VII. ve Westminsterském opatství v Londýně                                |
| král Jakub I.                          | 1566–1625    | Kaple Jindřicha VII. ve Westminsterském opatství v Londýně                                |
| Anna Dánská                            | 1574–1619    | Kaple Jindřicha VII. ve Westminsterském opatství v Londýně                                |
| král Karel I.                          | 1600–1649    | Kaple sv. Jiří na zámku Windsor                                                           |
| Henrietta Marie Bourbonská             | 1609–1669    | Bazilika Saint-Denis u Paříže                                                             |
| král Karel II.                         | 1630–1685    | Kaple Jindřicha VII. ve Westminsterském opatství v Londýně                                |
| Kateřina z Braganzy                    | 1638–1705    | Klášter sv. Jeronýma v Lisabonu                                                           |
| král Jakub II.                         | 1633–1701    | Kostel Saint-Germain-en-Laye, Yvelines, Île-de-France                                     |
| Anna Hydeová                           | 1637–1671    | Kaple Jindřicha VII. ve Westminsterském opatství v Londýně                                |
| Marie Beatrice d'Este                  | 1658–1718    | Konvent Ste-Marie v Chaillot, Paříž (klášter byl zničen)                                  |
| královna Marie II.                     | 1662–1694    | Kaple Jindřicha VII. ve Westminsterském opatství v Londýně                                |
| král Vilém III.                        | 1650–1702    | Kaple Jindřicha VII. ve Westminsterském opatství v Londýně                                |
| královna Anna                          | 1665–1714    | Kaple Jindřicha VII. ve Westminsterském opatství v Londýně                                |
| Jiří Oldenburský                       | 1653–1708    | Kaple Jindřicha VII. ve Westminsterském opatství v Londýně                                |
| král Jiří I.                           | 1660–1727    | Mauzoleum Welfů v Berggartenu v Hannoveru-Herrenhausen                                    |
| Žofie Dorothea Brunšvicko-Lüneburská   | 1666–1726    | Městský kostel St. Marien v Celle                                                         |
| král Jiří II.                          | 1683–1760    | Kaple Jindřicha VII. ve Westminsterském opatství v Londýně                                |
| Karolína z Ansbachu                    | 1683–1737    | Kaple Jindřicha VII. ve Westminsterském opatství v Londýně                                |
| král Jiří III.                         | 1738–1820    | Kaple sv. Jiří na zámku Windsor                                                           |
| Žofie Šarlota Meklenbursko-Střelická   | 1744–1818    | Kaple sv. Jiří na zámku Windsor                                                           |
| král Jiří IV.                          | 1762–1830    | Kaple sv. Jiří na zámku Windsor                                                           |
| Marie Anna Smytheová                   | 1756–1837    | St John the Baptist Church v Brighton                                                     |
| Karolína Amálie Brunšvická             | 1768–1821    | Braunschweiger Dom                                                                        |
| král Vilém IV.                         | 1765–1837    | Kaple sv. Jiří na zámku Windsor                                                           |
| Adelheid Sasko-Meiningenská            | 1792–1849    | Kaple sv. Jiří na zámku Windsor                                                           |
| královna Viktorie                      | 1819–1901    | Royal Mausoleum ve Frogmore u Windsoru                                                    |
| Albert Sasko-Kobursko-Gothajský        | 1819–1861    | Royal Mausoleum ve Frogmore u Windsoru                                                    |
| král Eduard VII.                       | 1841–1910    | Kaple sv. Jiří na zámku Windsor                                                           |
| Alexandra Dánská                       | 1844–1925    | Kaple sv. Jiří na zámku Windsor                                                           |
| král Jiří V.                           | 1865–1936    | Kaple sv. Jiří na zámku Windsor                                                           |
| Marie z Tecku                          | 1867–1953    | Kaple sv. Jiří na zámku Windsor                                                           |
| král Eduard VIII.                      | 1894–1972    | Royal Burial Ground ve Frogmore u Windsoru                                                |
| Wallis Simpsonová                      | 1896–1986    | Royal Burial Ground ve Frogmore u Windsoru                                                |
| král Jiří VI.                          | 1895–1952    | Kaple sv. Jiří na zámku Windsor                                                           |
| Alžběta Bowes-Lyonová (Královna Matka) | 1900–2002    | Kaple sv. Jiří na zámku Windsor                                                           |
|                                        |              |                                                                                           |
| Diana, princezna z Walesu              | 1961–1997    | na malém ostrůvku v jezírku v Althorpu na panství hrabat Spencerů v Northamptonshire      |